# Scillo-inosammina-4-fosfato amidinotransferasi
La scillo-inosammina-4-fosfato amidinotransferasi è un enzima appartenente alla classe delle transferasi, che catalizza la seguente reazione:
L-arginina + 1-ammino-1-deossi-scillo-inositolo 4-fosfato ⇄ L-ornitina + 1-guanidino-1-deossi-scillo-inositolo 4-fosfato
Il 1D-1-guanidino-3-ammino-1,3-dideossi-scillo-inositolo 6-fosfato, la streptamina fosfato e la 2-deossistreptamina fosfato possono agire anche come accettori; la canavanina può agire come donatore.